# Lucía Haro
Lucía Haro (Córdoba, 21 de agosto de 1986) es una jugadora de handball y contadora pública argentina. 
Haro es una jugadora retirada de la selección nacional de Handball de Argentina. Acompañó al equipo "La Garra" durante 14 años. Además, jugó junto con la selección argentina en el Mundial Femenino de Handball de 2011 en Brasil. Se retiró de la selección luego de cumplir los 30 años. Trabaja en el estudio contable familiar en la ciudad de Córdoba. 

## Inicios
Sus inicios en el handball se remontan a 2001, a los 16 años, en el colegio secundario El Carmen. En aquel entonces, quien estaba a cargo de la cátedra de Educación Física era Eliana Chiatti, la entrenadora de Unión Eléctrica. Chiatti vio el potencial deportivo de Haro y la invitó a jugar en la selección argentina en el 2003. Desde entonces, la jugadora formó parte de la selección albiceleste sin interrupciones hasta su retiro 14 años más tarde.

## Carrera
Lucía Haro participó junto con la selección argentina de los Juegos Olímpicos en Río de Janeiro 2016, la primera vez que Argentina clasificó para los Juegos Olímpicos en handball femenino. La selección fue eliminada de los Juegos luego de su derrota ante Rusia. 

## Reconocimientos

#### Juegos Panamericanos
En 2007, la jugadora se consagró la medalla de bronce en los Juegos Panamericanos que tuvieron lugar en Río de Janeiro. 
En 2010, Lucía Haro recibió la medalla de plata en los Juegos Panamericanos en Guadalajara, México.
En 2015, Haro fue premiada en los Juegos Panamericanos en Toronto con la medalla de plata. En ese mismo año, se la premió con el Escudo de Oro Blanco.

#### Juegos Sudamericanos
En 2006, Lucía Haro consiguió la medalla de oro en la capital de Argentina, Buenos Aires.

#### Juegos Olímpicos
En el contexto de los Juegos Olímpicos de 2016, Haro obtuvo el puesto 12 dentro de su categoría. 